# Carl-Erik Berndt
Carl-Erik Berndt, född 16 augusti 1910 i Malmö Karoli församling, Malmöhus län, död 20 januari 1988 i Sankt Peters kloster, Malmöhus län, var en svensk fiolspelman och riksspelman. Han lärde spela fiol av sin far, Anton Berndt, och blev tidigt spelkamrat med Assar Bengtsson. Han flyttade sedan till Lund. Berndt blev riksspelman 1948 och fick Zorns guldmärke 1964.

## Utmärkelser
- 1948 – Zornmärket i silver.
- 1964 – Zornmärket i guld.